# Hellmuth Böhlke
Hellmuth Böhlke (ur. 7 lutego 1893 w Lubaniu, zm. 8 kwietnia 1956 w Bad Mergentheim) – niemiecki wojskowy, generalleutnant. Podczas II wojny światowej dowodził 334 Dywizją Piechoty.

## Odznaczenia
- Krzyż Rycerski Krzyża Żelaznego z Liśćmi Dębu (1945)
- Krzyż Rycerski Krzyża Żelaznego (1942)
- Złoty Krzyż Niemiecki (1941)
- Krzyż Żelazny 1914 I klasy (1916)
- Krzyż Żelazny 1914 II klasy (1915)
- Okucie do Krzyża Żelaznego(inne języki) I i II klasy (1939)
- Czarna Odznaka za Rany (1918)